# 高静 (射击运动员)
高静（1975年9月18日—），天津人，中国女子射击运动员。

## 战绩
2000年2月，在马来西亚举行的亚洲射击锦标赛上，高静夺得女子气步枪的冠军。2000年，她以497.2环的成绩获得2000年夏季奥林匹克运动会女子10米气手枪铜牌。她也参加了2002年亚洲运动会，获得一枚金牌和两枚银牌。退役后，她担任天津射击队步枪队教练、清华大学射击队教练，有学生杨倩、王璐瑶等。